# アメリカン・バスケットボール・アソシエーション (1967-1976年)
アメリカン・バスケットボール・アソシエーション（American Basketball Association, 略称：ABA）は、1967年から1976年までの間アメリカ合衆国に存在したプロバスケットボールリーグ。既に活動していたもう一つのリーグNBAとは選手や観客の獲得を巡るライバル的な存在であり、NBAと差別化を図るため様々な試みを実践し大衆にアピールしようとした。しかしリーグはやがて財政難に見舞われるようになり、最後には所属していた4チームがNBAに加入して9年間の歴史を終えた。ABAで導入されたスリーポイントシュートはのちにNBAばかりか国際ルールでも採用されたほか、オールスター戦でのダンクコンテストがNBAに受け継がれるなど、ABAは現代にもいくつかの遺産を残している。
2000年より北米で活動を行っている同名のリーグABAと直接のつながりはないが、いわゆるNBAの2軍ともいえる「独立リーグ（セミプロ）」として機能している。

## 歴史
ABAが発足しようとしていた1967年には、NBAでは10チームがプレイしていた。この時期にはNBAのチームを持たない都市で地元の財界関係者の間からプロバスケットボールのチームを求める声が聞かれるようになっていた。しかしNBAに新しいチームが参加するには高額な加入金を支払う必要があったため、新たなリーグを作ろうという動きが起こり始めた。
こうして立ち上げられたABAのチームは、主としてNBAのチームがない都市を本拠に作られた。初代コミッショナーには、NBA創成期のスター選手ジョージ・マイカンが就任した。
当時のNBAは大学を卒業した者のみをドラフトの対象にしていたが、ABAはその制限を設けておらず、若く有望な選手をNBAより早く獲得することができた。一方で、両リーグは選手の奪い合いを行うこともあり、リック・バリーのように両リーグを行き来するスター選手もいた。
リーグが設立されて間もない1970年代初頭にはすでにABAとNBAは合併すべきという意見が言われるようになっていた。70年代が過ぎていくにつれ、ABAの参加チームの経営状況悪化が明らかになっていき、両リーグの合併は現実的なものになっていった。人気のあるチームの試合には1万人以上の観客が集まったが、中には200人程度の観客しか来ない試合もあった。
ABA最後のシーズンとなった1975-76シーズンには9つのチームがあったものの、シーズン途中でうち2チームが解散。残った7チームのうち、インディアナ・ペイサーズ、サンアントニオ・スパーズ、デンバー・ナゲッツ、ニューヨーク・ネッツはリーグ消滅と同時にNBAに新規加盟した。

## リーグの特徴
9年間の歴史でABAに所属していたチームは延べ28あったが（移転・改名したものも数える）、短期間で消滅したチームも多く、1シーズンあたり8から10程度のチームが参加していた。最後のシーズンを除きリーグは二つのディビジョンに分けられ、それぞれ5から6程度のチームが所属していた。リーグ設立から2年間は1チームのレギュラーシーズン試合数は78で、以降は84試合を行った（NBAは82試合）。
レギュラーシーズン中の成績がそれぞれのディビジョンで4位以内に入ったチームにプレイオフ進出が認められた。順位が同じチームがあった場合、順位決定のためもう1試合が行われた。プレイオフは4試合を先勝したチームが次のラウンドに進出できるトーナメント方式で、最終の決勝ラウンドで4戦したチームが優勝した。ただし、初期のプレイオフ1回戦は3戦先勝したチームが勝ち抜きで、7チームしか残っていなかった最後のシーズンは4位と5位のチームが2戦先勝のシリーズを行い、残った4つのチームが4戦先勝のトーナメントを行った。
ABAはルールの面でもNBAとの差別化を図ろうとした。その一つはスリーポイントシュートだった。シュートの制限時間であるショットクロックは、NBAの24秒より長い30秒に定めた。最後のシーズンには、ファウルアウトをなくし、6つのファウルを犯した選手も試合に残ることができた（ただし相手チームにフリースロー2本とボールの保有権が与えられた）。
もう一つABAが行った試みは、赤・白・青の三色からなるカラーボールの導入だった。これを考案したコミッショナーのジョージ・マイカンは、国旗と同じ三色を用いることが愛国的であるとの理由を挙げたが、試合中に目立ち見栄えがするという効果もあった。三色のボールはABAの象徴のような存在になった。
競技に直接関係がない点では、ABAでプレイした黒人選手は、当時の流行を反映してアフロの髪型をしている者が多かった。選手の大きなアフロヘアも一種ABAのトレードマークのような存在だった。
ABAがオールスター戦で採用したダンクコンテストも画期的な試みの一つだった。とりわけ、最後のオールスター戦となった1976年のダンクコンテストで、ジュリアス・アービングはフリースローラインから跳んでダンクシュートを成功させ、観客を興奮させた。

## 有名な選手
ABAには以下のようなスター選手がいた。
- ジュリアス・アービング: バージニア・スクワイアーズとニューヨーク・ネッツ所属。ABAを代表する選手で、ダンクシュートを得意としていた。フリースローラインからのダンクシュートで有名。Dr.Jとしても知られる。のちにNBAでも活躍し、殿堂入り。
- ルイー・ダンピアー: ケンタッキー・カーネルズに所属。ABA歴代最多得点。
- ジョージ・ガービン（アイスマン）: バージニア・スクワイアーズとサンアントニオ・スパーズに所属。得点力が高かった。のちにNBAでも活躍し、殿堂入り。
- モーゼス・マローン: ユタ・スターズとスピリッツ・オブ・セントルイスに所属。ゴール下では支配的なセンターの選手。のちにNBAでも活躍、殿堂入り。
- リック・バリー: オークランド・オークス、ワシントン・キャピトルズ、ニューヨーク・ネッツに所属。シュートの名手。信じられないフリースロー成功率をマークした。彼のフリースローは下から投げるものだった。ABAでプレイする前後にNBAでもプレイ。のちに殿堂入り。
- コニー・ホーキンズ: ピッツバーグ・パイパーズに所属。ABA最初のMVPで得点王。のちに殿堂入り。
- デビッド・トンプソン: デンバー・ナゲッツに所属。高い運動能力を持ち、ダンクシュートを得意とした。のちにNBAでもプレイし1試合73得点を記録するなどしたが、薬物の使用でキャリアを損ねた。
- ラリー・ブラウン: ニューオーリンズ・バッカニアーズなど5チームでプレイ。リーグの最初の3年間アシスト王。のちに監督として有名になる。

## ABAチャンピオンシップゲーム
| 太字 | 優勝チーム |
| *    | 殿堂入り   |

| シーズン | ウェスタン・ディビジョン         | 結果 | イースタン・ディビジョン | プレーオフMVP               |
| -------- | -------------------------------- | ---- | ------------------------ | --------------------------- |
| 1967-68  | ニューオーリンズ・バッカニアーズ | 3-4  | ピッツバーグ・パイパーズ | コニー・ホーキンズ*         |
| 1968-69  | オークランド・オークス           | 4-1  | インディアナ・ペイサーズ | ウォーレン・ジャバリ        |
| 1969-70  | ロサンゼルス・スターズ           | 2-4  | インディアナ・ペイサーズ | ロジャー・ブラウン*         |
| 1970-71  | ユタ・スターズ                   | 4-3  | ケンタッキー・カーネルズ | ゼルモ・ビーティ*           |
| 1971-72  | インディアナ・ペイサーズ (2)     | 4-2  | ニューヨーク・ネッツ     | フレディ・ルイス            |
| 1972-73  | インディアナ・ペイサーズ (3)     | 4-3  | ケンタッキー・カーネルズ | ジョージ・マクギニス*       |
| 1973-74  | ユタ・スターズ                   | 1-4  | ニューヨーク・ネッツ     | ジュリアス・アービング*     |
| 1974-75  | インディアナ・ペイサーズ         | 1-4  | ケンタッキー・カーネルズ | アーティス・ギルモア*       |
| 1975-76  | ニューヨーク・ネッツ (2)         | 4-2  | デンバー・ナゲッツ       | ジュリアス・アービング* (2) |

## 各賞
| * | バスケットボール殿堂入り |

### レギュラーシーズンMVP
| シーズン | 選手                        | Pos. | 所属チーム               |
| -------- | --------------------------- | ---- | ------------------------ |
| 1967-68  | コニー・ホーキンズ*         | F/C  | ピッツバーグ・パイパーズ |
| 1968-69  | メル・ダニエルズ*           | C    | インディアナ・ペイサーズ |
| 1969-70  | スペンサー・ヘイウッド*     | F/C  | デンバー・ロケッツ       |
| 1970-71  | メル・ダニエルズ* (2)       | C    | インディアナ・ペイサーズ |
| 1971-72  | アーティス・ギルモア*       | C    | ケンタッキー・カーネルズ |
| 1972-73  | ビリー・カニンガム*         | G/F  | カロライナ・クーガーズ   |
| 1973-74  | ジュリアス・アービング*     | F    | ニューヨーク・ネッツ     |
| 1974-75  | ジュリアス・アービング* (2) | F    | ニューヨーク・ネッツ     |
| 1974-75  | ジョージ・マクギニス*       | F/C  | インディアナ・ペイサーズ |
| 1975-76  | ジュリアス・アービング* (3) | F    | ニューヨーク・ネッツ     |

### 新人王
| シーズン | 選手                      | Pos. | 所属チーム                     |
| -------- | ------------------------- | ---- | ------------------------------ |
| 1967-68  | メル・ダニエルズ*         | C    | ミネソタ・マスキーズ           |
| 1968-69  | ウォーレン・ジャバリ      | G/F  | オークランド・オークス         |
| 1969-70  | スペンサー・ヘイウッド*   | F/C  | デンバー・ロケッツ             |
| 1970-71  | チャーリー・スコット*     | G/F  | バージニア・スクワイアーズ     |
| 1970-71  | ダン・イッセル*           | C/F  | ケンタッキー・カーネルズ       |
| 1971-72  | アーティス・ギルモア*     | C    | ケンタッキー・カーネルズ       |
| 1972-73  | ブライアン・テイラー      | G    | ニューヨーク・ネッツ           |
| 1973-74  | スウェン・ネイター        | C    | サンアントニオ・スパーズ       |
| 1974-75  | マーヴィン・バーンズ      | F/C  | スピリッツ・オブ・セントルイス |
| 1975-76  | デイヴィッド・トンプソン* | G/F  | デンバー・ナゲッツ             |

### 得点王
| シーズン | 選手                        | 所属チーム                 | PPG  |
| -------- | --------------------------- | -------------------------- | ---- |
| 1967-68  | コニー・ホーキンズ*         | ピッツバーグ・パイパーズ   | 26.8 |
| 1968-69  | ラリー・ジョーンズ          | デンバー・ロケッツ         | 28.4 |
| 1969-70  | スペンサー・ヘイウッド*     | デンバー・ロケッツ         | 30.0 |
| 1970-71  | ダン・イッセル*             | ケンタッキー・カーネルズ   | 29.9 |
| 1971-72  | チャーリー・スコット*       | バージニア・スクワイアーズ | 34.6 |
| 1972-73  | ジュリアス・アービング*     | バージニア・スクワイアーズ | 31.9 |
| 1973-74  | ジュリアス・アービング* (2) | ニューヨーク・ネッツ       | 27.4 |
| 1974-75  | ジョージ・マクギニス*       | インディアナ・ペイサーズ   | 29.8 |
| 1975-76  | ジュリアス・アービング* (3) | ニューヨーク・ネッツ       | 29.3 |

## 所属チーム
以下はABAに所属したチームの一覧。括弧内は存続した期間。
- アナハイム・アミーゴズ（1967年-1968年）
- インディアナ・ペイサーズ（1967年-1976年）: 1970年、1972年、1973年に優勝。ABA消滅後NBAに加入。
- オークランド・オークス（1967年-1969年）: 1969年優勝。
- カロライナ・クーガーズ（1969年-1975年）: ノースカロライナ州内の5ヶ所を本拠地にしていた。
- ケンタッキー・カーネルズ（1967年-1976年）: 1975年優勝。
- サンアントニオ・スパーズ（1973年-1976年）: ABA消滅後NBAに加入。
- サンディエゴ・コンキスタドアーズ（1972年-1975年）
- サンディエゴ・セイルズ（1975年-1976年）
- スピリッツ・オブ・セントルイス (en)（1974年-1976年）
- ダラス・チャパラルズ（1967年-1973年）
- デンバー・ナゲッツ（1974年-1976年）: ABA消滅後NBAに加入。
- デンバー・ロケッツ（1967年-1974年）
- ニューオーリンズ・バッカニアーズ（1967年-1970年）
- ニュージャージー・アメリカンズ（1967年-1968年）
- ニューヨーク・ネッツ（1967年-1976年）: 1974年と1976年に優勝。ABA消滅後はNBAに加入、ニュージャージー・ネッツと改称。
- バージニア・スクワイアーズ（1970年-1975年）: バージニア州内の数ヶ所でプレイした。
- ピッツバーグ・コンドルズ (en)（1970年-1972年）
- ピッツバーグ・パイパーズ (en)（1967年-1970年）: 1968年優勝。3年間の存続期間のうち、2年目はミネソタ州に本拠を置きミネソタ・パイパーズという名前だった
- ヒューストン・マーベリックス（1967年-1969年）
- フロリディアンズ（1968年-1972年）: 最初の2年間はマイアミ・フロリディアンズという名だった。フロリダ州の数ヶ所を拠点にプレイ。
- ボルティモア・クローズ (en)（1975年）
- ミネソタ・マスキーズ（1967年-1968年）
- メンフィス・サウンズ（1974年-1975年）
- メンフィス・プロズ（1970年-1972年）
- ユタ・スターズ（1970年-1975年）: 1971年優勝。
- ロサンゼルス・スターズ（1968年-1970年）
- ワシントン・キャピタルズ (ABA)（1969年-1970年）

## ABAを題材にした作品
- 映画『俺たちダンクシューター』（2008年）